# Vitoria-Gasteiz
Vitoria-Gasteiz (em basco: Gasteiz) é um município da Espanha, na comunidade autónoma do País Basco, província de Álava, da qual é capital. Tem 276,08 km² de área e em 2021 tinha 253 093 habitantes (densidade: 916,7 hab./km²). Não sendo oficialmente a capital do País Basco, é a "sede das instituições comuns".

## Divisões administrativas
Existem 8 distritos:
1. Zona Norte
2. Zona Centro
3. Zona Centro-oeste
4. Periferia oeste
5. Zona nordeste
6. Zona Este
7. Zona sudeste
8. Zona sudoeste

## Cidades irmãs
- Anaheim, Califórnia, (EUA)
- Angoulême (França)
- Cogo (Guiné Equatorial)
- Kutaisi (Geórgia)
- Victoria, Texas (EUA)
- Vitória (Espírito Santo) (Brasil)